# (5864) Montgolfier
(5864) Montgolfier es un asteroide perteneciente al cinturón de asteroides, región del sistema solar que se encuentra entre las órbitas de Marte y Júpiter, descubierto el 2 de septiembre de 1983 por Norman G. Thomas desde la Estación Anderson Mesa (condado de Coconino, cerca de Flagstaff, Arizona, Estados Unidos).

## Designación y nombre
Designado provisionalmente como 1983 RC4. Fue nombrado Montgolfier en homenaje a los hermanos Montgolfier, Jacques Etienne y Joseph Michal, quienes diseñaron el primer vuelo libre tripulado en un globo aerostático, navegando nueve kilómetros sobre París en 25 minutos el 25 de noviembre de 1783. Su padre era dueño de una empresa fabricadora de papel en la que le ayudaban. Mientras quemaban algunos desechos, notaron cómo el aire caliente enviaba una bolsa de papel hacia arriba.

## Características orbitales
Montgolfier está situado a una distancia media del Sol de 2,553 ua, pudiendo alejarse hasta 3,383 ua y acercarse hasta 1,723 ua. Su excentricidad es 0,325 y la inclinación orbital 8,291 grados. Emplea 1490,10 días en completar una órbita alrededor del Sol.

## Características físicas
La magnitud absoluta de Montgolfier es 14. 